# Santiago do Sul
Santiago do Sul là một đô thị thuộc bang Santa Catarina, Brasil. Đô thị này có diện tích 73,562 km², dân số năm 2007 là 1450 người, mật độ 20,6 người/km².